# Gregorian
A Gregorian német könnyűzenei együttes, mely népszerű, modern pop- és rockszámokat középkori gregorián énekek stílusában ad elő. 1991-ben alakultak meg, de ismert „gregorián” stílusukban csak 1998-tól alkotnak. Koncerteken általában szerzetesi ruhába öltöznek.

## Történetük
1991-ben alapította Frank Peterson producer, aki korábban az Enigma együttessel dolgozott. Kezdetben a Gregorian is az Enigmához hasonló new age / pop együttes volt; ebben a stílusban adták ki 1991-es Sadisfaction lemezüket. 1998-ban új stílusban indították újra a projektet, ismert könnyűzenei számokat adva elő gregorián hangzású énekekként. Peterson beszámolója szerint az El Escorial-i kolostornál tett látogatás ihlette a középkori egyházi és a modern zene ötvözésére.
Az együttes tagjai Peterson mellett Jan-Eric Kohrs, Michael Soltau, és Carsten Heusmann voltak; a dalokat kezdetben tizenkét énekes (kóristák, vokálénekesek) adta elő, de az évek során több, mint 50 énekes fordult meg a Gregorianban. Zenéjük népszerű volt, és számos nagylemezt adtak ki hasonló stílusban (Masters of Chant sorozat), emellett rendszeresen koncerteztek is. Több, mint 10 millió albumot adtak el, 18 országban nyertek arany- és platinalemezeket. 2015-ben bejelentették, hogy befejezik a Masters of Chant sorozatot.

## Zenéjük
Nem minden zeneszám alkalmas a gregorián énekekben használatos hétfokú hangsorba való átírásba, így a producer gondosan meg kell válogassa a zenéket. Koncertek alkalmával a kórustagok általában szerzetesi ruhába öltöznek.

### Stúdióalbumok
- Sadisfaction (1991)
- Masters of Chant (1999)
- Masters of Chant Chapter II (2001)
- Masters of Chant Chapter III (2002)
- Masters of Chant Chapter IV (2003)
- The Dark Side (2004)
- Masters of Chant Chapter V (2006)
- Masters of Chant Chapter VI (2007)
- Masters of Chant Chapter VII (2009)
- Dark Side of the Chant (2010)
- Masters of Chant Chapter VIII (2011)
- Epic Chants (2012)
- Masters of Chant Chapter IX (2013)
- Winter Chants (2014)
- Masters of Chant X: The Final Chapter (2015)
- Holy Chants (2017)